# Zbrašín
Obec Zbrašín se nachází v okrese Louny v Ústeckém kraji. Žije v ní 407 obyvatel. Obec je členem zájmového sdružení obcí Mikroregion Lounské podlesí.

## Název
Název vesnice je odvozen z osobního jména Zbrašě (zkrácená podoba jména Zbraslav) ve významu Zbrašův dvůr. V historických pramenech se název objevuje ve tvarech: de Zbrassyna (okolo roku 1356, 1360), de Sbrassyna (1382), Zbrassin (1406), v Zabrašenicích (1418), we Zbrassinie (1542), Zbrassijm (1573), Zbrassyn (1573), Prašín (1654), Praschin (1787 a 1846) a Zbrašín nebo Praschin (1848).

## Historie
První písemná zmínka o Zbrašíně pochází z roku 1358, kdy ve vsi sídlil vladyka Chotěboř Bažant ze Zbrašína. V roce 1373 vesnice patřila Albrechtovi z Kolovrat, ale podle Augusta Sedláčka byl Albrecht majitelem jen jedné části, kterou daroval ročovskému klášteru. Druhá část vsi patřila jakémusi Přechovi († 1354), Stachovi (1383), Hynkovi (1403) a Janu Skubelovi z Jimlína (1418).
Kolovratové Zbrašín vlastnili do roku 1528, kdy vesnici získali vladykové z Cítova. Prvním z nich byl Otík z Cítova a po něm od roku 1534 Vojtěch z Cítova. Jiný Otík z Cítova si nechal roku 1542 zapsat Zbrašín do zemských desek. V zápisu jsou uvedeny zbrašínská tvrz a dvůr. Obě stavby byly označeny jako pusté, přičemž ve stejném stavu se nacházely už v době Otíkova otce a jeho předků. Roku 1573 Zbrašín koupil Adam Hruška z Března. Hruškům z Března vesnice patřila až do roku 1623, kdy jim byla zkonfiskována a prodána Adamovi z Herbersdorfu, který ji připojil k Selmicím. Pustá tvrz se dvorem byla připomínána naposledy roku 1651. Později beze stop zanikla, ale její pozůstatky byly patrné ještě v polovině devatenáctého století poblíž dvora využívaného ve druhé polovině dvacátého století zbrašínským jednotným zemědělským družstvem.

## Obyvatelstvo
| Obec Zbrašín                                                       | Obec Zbrašín | Obec Zbrašín | Obec Zbrašín | Obec Zbrašín | Obec Zbrašín | Obec Zbrašín | Obec Zbrašín | Obec Zbrašín | Obec Zbrašín | Obec Zbrašín | Obec Zbrašín | Obec Zbrašín | Obec Zbrašín | Obec Zbrašín | Obec Zbrašín |
|                                                                    | 1869         | 1880         | 1890         | 1900         | 1910         | 1921         | 1930         | 1950         | 1961         | 1970         | 1980         | 1991         | 2001         | 2011         | 2021         |
| ------------------------------------------------------------------ | ------------ | ------------ | ------------ | ------------ | ------------ | ------------ | ------------ | ------------ | ------------ | ------------ | ------------ | ------------ | ------------ | ------------ | ------------ |
| Obyvatelé                                                          | 715          | 755          | 854          | 874          | 866          | 902          | 843          | 557          | 514          | 450          | 350          | 287          | 305          | 309          | 395          |
| Místní část Zbrašín                                                |              |              |              |              |              |              |              |              |              |              |              |              |              |              |              |
| Obyvatelé                                                          | 247          | 284          | 316          | 359          | 364          | 409          | 356          | 251          | 213          | 209          | 152          | 120          | 118          | 133          | 178          |
| Domy                                                               | 34           | 43           | 45           | 54           | 56           | 65           | 85           | 89           | 176          | 79           | 63           | 83           | 87           | 87           | 96           |
| Data z roku 1961 zahrnují i domy z místních částí Hořany a Senkov. |              |              |              |              |              |              |              |              |              |              |              |              |              |              |              |

## Obecní správa
Mezi lety 1869–1980 Zbrašín byl obcí v okrese Louny. Od 1. ledna 1981 do 23. listopadu 1990 patřil jako část obce k Hřivicím a od 24. listopadu 1990 je opět samostatnou obcí.

### Části obce
- Zbrašín
- Hořany
- Senkov

### Obecní symboly
Znak a vlajka byly obci uděleny rozhodnutím předsedy Poslanecké sněmovny Parlamentu České republiky dne 22. října 2008.

## Hospodářství
Na jižním svahu pod obcí se staví fotovoltaická elektrárna v areálu o rozloze osm hektarů, která výkonem 4,5 MW bude patřit k největším v České republice.